# Lê Sỹ Triêm
Lê Sỹ Triêm, 黎仕霑, (1693-1751) quê ở xã Nội Thiên Lộc, huyện Thiên Lộc, trấn Nghệ An, nay là xã Thuần Thiện, huyện Can Lộc, tỉnh Hà Tĩnh.
Năm Bính Thìn, 1736, ông đỗ đồng tiến sĩ xuất thân trong khoa thi Đình. Cùng khoa thi năm 1736, em trai ông là Lê Sỹ Bàng đỗ tiến sĩ xuất thân, tức Hoàng giáp.
Sau khi đỗ tiến sĩ, ông được vua bổ dụng và kinh qua nhiều chức vụ, Đông Các Hiệu thư, rồi Đông Các Học sĩ, Đốc đồng Sơn Nam, Đốc thị Nghệ An, Tả thị lang Bộ Công. Ngoài ra, ông tham gia nhiều cuộc chinh chiến giữa quân của triều đình nhà Lê - Trịnh với các nhóm quân nổi dậy, nhất là các cuộc nổi dậy của Hoàng Công Chất và Nguyễn Hữu Cầu (tức Quận He). Do có công, ông được vua tặng nhiều hàm cấp như đặc tiến kim tử vinh lộc đại phu, Lộc Xuyên bá, Cẩm Xuyên hầu.
Trong cuộc chiến cuối cùng khuất phục lực lượng của Nguyễn Hữu Cầu do Phạm Đình Trọng tổng chỉ huy, ông là quan đốc thị (tức là phó tướng của Phạm Đình Trọng). Ông mất trong cuộc chiến này, thọ 59 tuổi.
Hiện nay, nhà thờ ông cùng với em là Lê Sỹ Bàng ở xã Thuần Thiện, huyện Can Lộc, tỉnh Hà Tĩnh, được công nhận là di tích lịch sử - văn hóa quốc gia.